# Peter Mannino
Peter Mannino (* 17. März 1984 in Farmington Hills, Michigan) ist ein ehemaliger US-amerikanischer Eishockeytorwart. Den Großteil seiner aktiven Karriere verbrachte er bei häufig wechselnden Teams in Minor Leagues, vor allem in der American Hockey League und der ECHL, und absolvierte nur sechs Spiele in der National Hockey League.

## Karriere

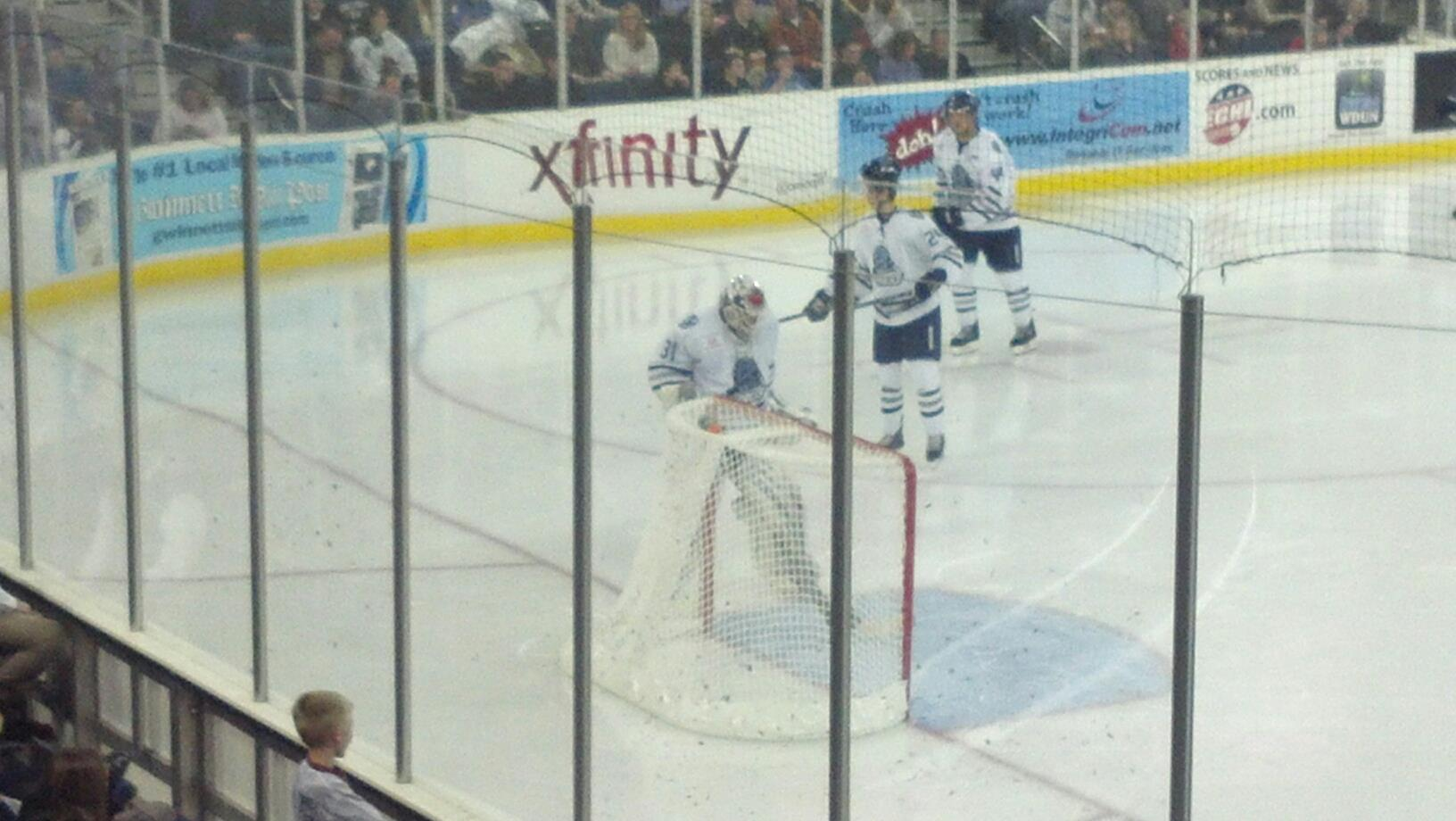
Peter Mannino im Trikot der Chicago Express, Februar 2012

Peter Mannino begann seine Karriere als Eishockeyspieler bei den Pittsburgh Forge, für die er von 2001 bis 2003 in der North American Hockey League aktiv war und 2003 den Robertson Cup gewann. Anschließend spielte der Torhüter eine Spielzeit lang für die Tri-City Storm in der United States Hockey League, in der er mit der Mannschaft den Anderson Cup als beste Mannschaft der regulären Saison gewann. Im Sommer 2004 wurde der US-Amerikaner in das Team der University of Denver aufgenommen, die er in der Saison 2004/05 zur NCAA-Meisterschaft führte.
Am 3. Juli 2008 erhielt Mannino als Free Agent einen Vertrag bei den New York Islanders, für die er am 28. November 2008 im Spiel gegen die Boston Bruins sein Debüt in der National Hockey League gab. Insgesamt stand er in der Saison 2008/09 drei Mal für die Islanders zwischen den Pfosten. Den Rest der Spielzeit verbrachte er bei den Farmteams New Yorks, den Bridgeport Sound Tigers aus der American Hockey League und den Utah Grizzlies aus der ECHL. Vor der Saison 2009/10 wurde Mannino von den Atlanta Thrashers aus der NHL verpflichtet.
Die folgenden Jahre waren von stetigen Team- und Ligenwechseln geprägt, wobei sich Mannino bei keiner Mannschaft wirklich etablieren konnte. Zuletzt stand er die zweite Hälfte der Saison 2014/15 bei den Binghamton Senators unter Vertrag, ehe er seine aktive Karriere beendete und als Assistenztrainer bei den Chicago Steel in der United States Hockey League begann.

## Erfolge und Auszeichnungen
- 2003 Robertson-Cup-Gewinn mit den Pittsburgh Forge
- 2004 Anderson-Cup-Gewinn mit den Tri-City Storm
- 2005 NCAA-Division-I-Championship mit der University of Denver